# South Australian Football Association 1877
South Australian Football Association 1877 var første sæson i australsk fodbold-ligaen South Australian Football Association. Ligaen havde deltagelse af otte hold, som sluttede i følgende rækkefølge:
1. South Adelaide Football Club
2. Victorian Football Club[2]
3. Adelaide Football Club
4. Port Adelaide Football Club
5. Woodville Football Club
6. South Park Football Club
7. Kensington Football Club
8. Bankers Football Club